# Yasser Seirawan
Yasser Seirawan (ara. ياسر سيروان) (Damask, Sirija, 24. ožujka 1960.), američki je šahovski velemajstor i šahovski pisac. Rodio se u Siriji u obitelji oca Sirijca i majke iz Engleske. Kad je imao 7 godina, s roditeljima se odselio u SAD u Seattle. Šah je naučio igrati tek s 12 godina.
Najviši rejting u karijeri mu je bio 2653 koji je dosegao srpnja 1999. godine. U rujnu 2011. mu je rejting po FIDA-i bio 2636, po čemu je bio 120. igrač na svijetu na FIDA-inoj ljestvici.